# NGC 5289
NGC 5289 est une galaxie spirale intermédiaire (barrée ?) située dans la constellation des Chiens de chasse. Sa vitesse par rapport au fond diffus cosmologique est de 2 713 ± 14 km/s, ce qui correspond à une distance de Hubble de 40,0 ± 2,8 Mpc (∼130 millions d'al). NGC 5289 a été découverte par l'astronome germano-britannique William Herschel en 1787.
La classe de luminosité de NGC 5289 est I-II et elle présente une large raie HI.
À ce jour, une quinzaine de mesures non basées sur le décalage vers le rouge (redshift) donnent une distance de 42,680 ± 4,973 Mpc (∼139 millions d'al), ce qui est à l'intérieur des valeurs de la distance de Hubble.

## Groupe de NGC 5371
Selon A. M. Garcia, NGC 5289 fait partie du groupe de NGC 5371. Ce groupe de galaxies compte au moins 18 membres, dont NGC 5290, NGC 5311, NGC 5313, NGC 5320, NGC 5326, NGC 5346, NGC 5350,NGC 5354, NGC 5355, NGC 5358 et NGC 5371.
Les galaxies NGC 5289 et NGC 5290 forment une paire de galaxies spirales.

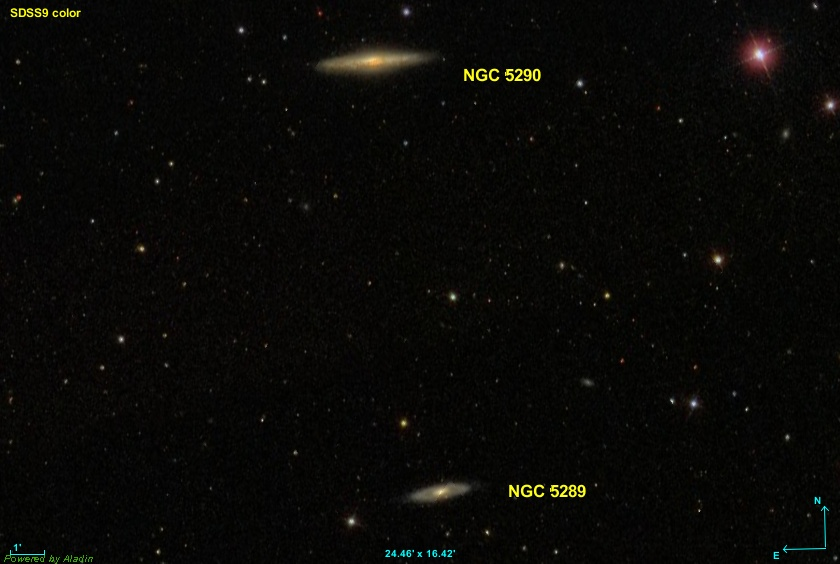
La paire de galaxies spirales NGC 5289 et NGC 5290.

D'autre part, Abraham Mahtessian mentionne aussi l'existence de ce groupe, mais il n'y figure que 15 galaxies. Les galaxies NGC 5346 et NGC 5358 ne font pas partie de la liste de Mahtessian, mais celui-ci ajoute trois galaxies : NGC 5337, NGC 5362 et NGC 5383. Ces trois galaxies font partie d'un autre groupe de quatre galaxies décrits par Garcia, le groupe de NGC 5383.